# アキール・シャルマ
アキール・シャルマ（Akhil Sharma、1971年7月22日 - ) は、アメリカの作家。

## 経歴
(https://www.shinchosha.co.jp/writer/6123/)
インド・デリー生まれ。8歳で家族とともにニューヨークに移住、ニュージャージーで育つ。
プリンストン大学でトニ・モリスン、ポール・オースター、ジョイス・キャロル・オーツらのもと創作を学ぶ。
2000年発表のデビュー長編 An Obedient Fatherで、PEN/ヘミングウェイ賞受賞。その後、ハーヴァード大学ロースクールで学び、投資銀行に数年間勤務。
その後創作活動に専念し、第二長編である本作でフォリオ賞（2015）およびダブリン文学賞（2016）を受賞。
ニューヨーク在住、ラトガーズ大学で教鞭を取る。

## 受賞歴
- 2001 PEN/Hemingway Award winner for An Obedient Father
- 2001 Whiting Award winner for An Obedient Father
- 2014 New York Magazine Ten Best Books of the Year selection for Family Life
- 2014 New York Times Ten Best Books of the Year selection for Family Life
- 2015 Folio Prize winner for Family Life
- 2016 DSC Prize for South Asian Literature shortlist for Family Life[1]
- 2016 International Dublin Literary Award for Family Life

## 邦訳作品
- 『ファミリー・ライフ』小野正嗣 訳、新潮社、新潮クレスト・ブックス、2018年1月

## 作品

### 長編小説
- An Obedient Father (2000)
- Family Life (2014)

### ノンフィクション
Sharma, Akhil (November 4, 2013). “Butter”. The New Yorker 89 (35):  55.
- Sharma, Akhil (July 12, 2017). “Why I Hate My Best Short Story”. The New Yorker.
- Sharma, Akhil (January 24, 2022). “A Passage to Parenthood”. The New Yorker.